# Championnat du Luxembourg de football 1973-1974
Navigation
Saison précédente Saison suivante
La saison 1973-1974 du Championnat du Luxembourg de football était la 60e édition du championnat de première division au Luxembourg. Les douze meilleurs clubs du pays se retrouvent au sein d'une poule unique, la Division Nationale, où ils s'affrontent deux fois, à domicile et à l'extérieur. À l'issue du championnat, les deux derniers du classement sont relégués et remplacés par les deux meilleurs clubs de Division d'Honneur, la deuxième division luxembourgeoise.
C'est la Jeunesse d'Esch, tenant du trophée, qui remporte à nouveau le titre cette saison après avoir terminé en tête du classement final, avec 6 points d'avance sur les Red Boys Differdange et 8 points sur le CA Spora Luxembourg. C'est le 13e titre de champion du Luxembourg de l'histoire du club, qui s'offre encore le doublé après avoir battu l'Avenir Beggen en finale de la Coupe du Luxembourg.

## Les 12 clubs participants
| - Red Star Merl-Belair - Promu de Division d'Honneur - National Schifflange - Etzella Ettelbruck - US Rumelange - CA Spora Luxembourg - Aris Bonnevoie | - AS La Jeunesse d'Esch - Union Luxembourg - Stade Dudelange - Promu de Division d'Honneur - Avenir Beggen - Red Boys Differdange - Fola Esch |

## Compétition

### Classement
Le barème utilisé pour établir le classement est le suivant :
- Victoire : 2 points
- Match nul : 1 point
- Défaite : 0 point

| Rang | Équipe                   | Pts | J  | G  | N | P  | Bp | Bc | Diff |
| ---- | ------------------------ | --- | -- | -- | - | -- | -- | -- | ---- |
| 1    | Jeunesse d'Esch (T) (C)  | 38  | 22 | 18 | 2 | 2  | 54 | 18 | +36  |
| 2    | Red Boys Differdange     | 32  | 22 | 15 | 2 | 5  | 50 | 27 | +23  |
| 3    | CA Spora Luxembourg      | 30  | 22 | 13 | 4 | 5  | 53 | 25 | +28  |
| 4    | Avenir Beggen            | 26  | 22 | 11 | 4 | 7  | 49 | 34 | +15  |
| 5    | Aris Bonnevoie           | 25  | 22 | 11 | 3 | 8  | 43 | 28 | +15  |
| 6    | Union Luxembourg         | 22  | 22 | 8  | 6 | 8  | 38 | 34 | +4   |
| 7    | Etzella Ettelbruck       | 21  | 22 | 9  | 3 | 10 | 33 | 37 | -4   |
| 8    | Fola Esch                | 21  | 22 | 8  | 5 | 9  | 40 | 46 | -6   |
| 9    | Red Star Merl-Belair (P) | 20  | 22 | 8  | 4 | 10 | 29 | 34 | -5   |
| 10   | US Rumelange             | 16  | 22 | 5  | 6 | 11 | 35 | 47 | -12  |
| 11   | Stade Dudelange (P)      | 9   | 22 | 3  | 3 | 16 | 26 | 50 | -24  |
| 12   | National Schifflange     | 4   | 22 | 1  | 2 | 19 | 12 | 82 | -70  |

|  | Qualification pour la Coupe d'Europe des clubs champions 1974-1975                           |
|  | Qualification pour la Coupe des Coupes 1974-1975                                             |
|  | Qualification pour la Coupe UEFA 1974-1975                                                   |
|  | Relégation en Division d'Honneur                                                             |
|  | (T) Tenant du titre (C) Vainqueur de la Coupe du Luxembourg (P) : Promu de deuxième division |

## Bilan de la saison
| Championnat du Luxembourg de football 1973-1974 |                             |
| Champion                                        | Jeunesse d'Esch (13e titre) |
| Coupes et trophées                              |                             |
| Vainqueur de la Coupe du Luxembourg 1973-1974   | Jeunesse d'Esch             |
| Qualifications continentales                    |                             |
| Coupe d'Europe des clubs champions 1974-1975    | Jeunesse d'Esch             |
| Coupe des Coupes 1974-1975                      | Avenir Beggen               |
| Coupe UEFA 1974-1975                            | Red Boys Differdange        |
| Promotions et relégations                       |                             |
| Promus en Division Nationale                    | Progrès Niedercorn          |
| Promus en Division Nationale                    | Alliance Dudelange          |
| Relégués en Division d'Honneur                  | Stade Dudelange             |
| Relégués en Division d'Honneur                  | National Schifflange        |